# Lance Macklin
Francis Noel Lancelot Campbell Macklin, detto Lance (Kensington, 2 settembre 1919 – Bethersden, 29 agosto 2002), è stato un pilota automobilistico britannico che ha gareggiato anche in Formula 1.
Oltre che nelle competizioni per le monoposto, con le quali il risultato di maggior prestigio è la vittoria alla BRDC International Trophy del 1952, gara non valida per il Campionato Mondiale, ha gareggiato anche con le vetture a ruote coperte, partecipando a diverse edizioni della 24 Ore di Le Mans, compresa quella funesta del 1955 in cui rimase incolpevolmente coinvolto nell'incidente in cui morirono Pierre Levegh e 83 spettatori.
In seguito, dopo essere stato coinvolto in un secondo incidente durante il Tourist Trophy automobilistico, si ritirò dalle competizioni.
Morì nel 2002 ed il suo corpo è stato cremato.